# Dii Mauri
Pour les articles homonymes, voir Dii.

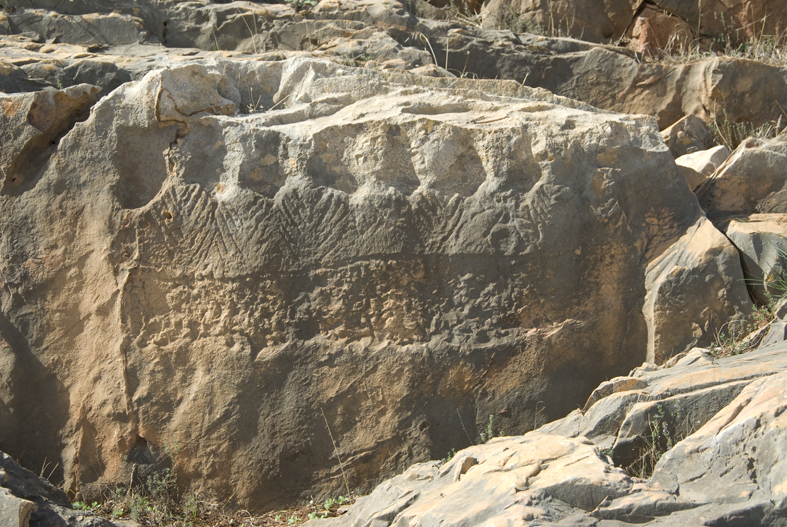
Relief des Dii Mauri sur le site archéologique de Chemtou.

Les Dii Mauri (Dieux maures) sont un groupe de divinités berbères appartenant au panthéon numide et maure ayant perduré longtemps durant l'Empire romain et lors de la christianisation de l'Afrique romaine.

## Problématique
La dénomination générique de Dii Mauri est le fait de magistrats romains ayant regroupé un certain nombre de divinités honorées par les populations locales. Les Romains souhaitent alors se concilier ces divinités locales, qui n'avaient pas été intégrées dans le panthéon romain et n'avaient pas bénéficié de la procédure de l'evocatio, évocation collective permettant d'attirer l'attention de divinités multiples et de ne pas en oublier.
Gabriel Camps identifie les Dii Mauri aux divinités locales qui sont au nombre de cinquante. Il évoque une « foule des dieux locaux » en liaison avec la nature. Les Dii Mauri auraient été des divinités secondaires non intégrées au panthéon comme le furent Ba'al Hammon à Saturne ou Tanit à Junon Cælestis.
Une raison de cette dénomination générique peut aussi résider dans les problèmes de transcriptions en latin de noms de divinités berbères. Le qualificatif de « Maure » serait lié selon Gabriel Camps à une volonté de qualifier des Africains non romanisés.

## Caractères
Les Dii Mauri ne sont pas assimilés aux grands dieux du panthéon olympien et sont des divinités authentiquement africaines.
Les divinités représentées sont au nombre de huit. Quelques-uns de ces dieux sont connus : Macurgum, dieu guérisseur, Macurtam et Iunam, les cavaliers, pour la Numidie et la Proconsulaire, le dieu Aulisua en Maurétanie. Selon Christophe Hugoniot, après Marcel Bénabou, les Dii Mauri se sont enrichis de caractères des divinités puniques.
Gabriel Camps distingue diverses catégories : la première comporte des divinités constituées en groupes de sept, cinq ou trois, des « petits panthéons locaux ». La deuxième catégorie d'une dizaine de dieux comporte des divinités au nom porté par des humains. La dernière catégorie est liée à des noms qui se retrouvent dans la toponymie.

## Ressources épigraphiques
Les Dii Mauri étaient l'objet d'un culte important mais, selon Gabriel Camps, le nombre des découvertes épigraphiques est « infime » car la dévotion n'était pas écrite,. Seules vingt dédicaces sont signalées par Gabriel Camps et datées entre la fin du IIe siècle et le IIIe siècle. Le même auteur considère les dédicants comme des officiels ou des militaires et conteste en ce sens les hypothèses formulées par Jules Toutain ou plus récemment Elizabeth Fentress ou Marcel Bénabou.

## Représentations

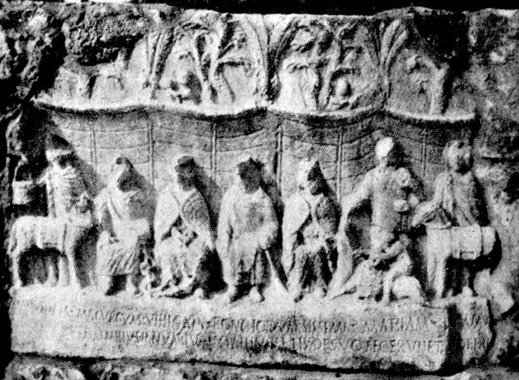
Bas-relief des Dii Mauri, calcaire, IIIe siècle, provenant d'El-Ayaida près de Béja et conservé au musée national du Bardo.

Le musée de Chemtou expose un relief de calcaire vert trouvé à proximité de ce même site dans lequel huit divinités sont alignées de face et portent une chevelure abondante.
Le musée national du Bardo en Tunisie présente un bas-relief découvert à Béja présentant sept de ces divinités au visage mutilé : les cavaliers Macurtam et Iunam, Bonchor au centre et les déesses Vihinam et Varsissima. Mohamed Yacoub précise la représentation des divinités : Bonchor au milieu, Varsissima et Vihinam, Macurgum à droite et Matilam à gauche ; deux cavaliers flanquent le bas-relief, Magurtam à gauche et Lunam à droite. Cette œuvre est datée du IIIe siècle.